# Ауди А1
Ауди А1, интерне ознаке Typ 8X, је аутомобил који производи немачка фабрика аутомобила Ауди од 2010. године.

## Историјат
Ауди А1 је најмањи Аудијев модел, луксузно опремљен уз мноштво опција за персонализацију. Представљен је на салону аутомобила у Женеви 2010. године верзијом са троја врата. Верзија са петоро врата представљена је на салону у Лос Анђелесу новембра 2011. године, под називом sportback. Главни конкурент му је мини, али и јефтинији и сродни поло, ибица, фабија и рапид са којима дели Фолксвагенову PQ25 платформу. Производи се у Белгији у Аудијевом погону у граду Форест.
Године 2010, на Euro NCAP тестовима судара у верзији са троја врата, добио је максималних пет звездица за безбедност.
Ауди S1 и S1 sportback су спортске верзије, које су представљене 2014. године на салону аутомобила у Женеви. Стандардно су опремљени quattro погоном, односно погоном на сва четири точка.
Редизај је урађен за 2015. продајну годину. Добио је нове фарове, маску хладњака и рестилизовани браник, а обе верзије, са троја и петора врата, дуже су за 2 цм. На задњем делу су уочљиве мање промене и своде се на измене стоп-светла и браника. Ентеријер је унапређен са новом верзијом мултимедијалног система, који има могућност вај-фај повезивања са више мобилних уређаја. На располагању су већи број опција за персонализацију аутомобила. У понуди је и опционо адаптивно ослањање, као и Drive Select опција помоћу које возач може да мења карактеристике погонског, управљачког и преносног система. Код мотора, новина је увођење троцилиндричних бензинских и дизел мотора.
Од погонских јединица, уграђују се бензински мотори од 1.0 TFSI троцилиндраш (82 и 95 КС), 1.2 TFSI (86 КС), 1.4 TFSI (122, 125, 140, 150 и 185 КС), 1.8 TFSI (192 КС) и 2.0 (231 и 256 КС) и дизел мотори од 1.4 TDI троцилиндраш (90 КС), 1.6 TDI (90, 105 и 116 КС) и 2.0 TDI (143 КС).

## Галерија
- sportback пре редизајна
- sportback пре редизајна
- редизајн (од 2015)
- редизајн (од 2015)
- sportback редизајн (од 2015)
- кокпит
- S1 sportback